# Li Peng
Li Peng (kinesisk: 李鹏; pinyin: Lǐ Péng; født 20. oktober 1928 i Chengdu i Sichuan i Kina, død 22. juli 2019 i Beijing) var en kinesisk politiker. Li var blandt andet formand for den stående komité for den nationale folkekongress, og Kinas statsminister (formand for statsrådet) mellem 1987 og 1998.
Li Peng, som havde en baggrund som teknolog, blev frem for alt knyttet til demonstrationerne på Den himmelske freds plads i 1989, hvor han som statsminister førte en hård linje for at undertrykke protesterne, hvilket i kombination med hans lidet karismatiske personlighed gjorde ham til en af de mindst populære af kinesiske ledere i Kina.
Li var adoptivsøn til tidligere statsminister Zhou Enlai (efter at hans egen far, Li Shuoxun, var blevet skudt, da Li Peng var tre år gammel), og var en af de allermest drivende kræfter bag vandkraftdæmningen De Tre Kløfters Dæmning i Hubei. Sammen med sin hustru, Zhu Lin, fik Li Peng tre børn, to sønner og en datter, Li Xiaolin.

## Liv og gerning

### Baggrund
Li var søn af forfatteren Li Shuoxun. Faderen var en af kommunistpartiets tidlige aktivister og en revolutionsmartyr, idet han blev henrettet af Kuomintang. Efter, at Li som treårig var blevet forældreløs, blev han adopteret af familien Zhou Enlai. Zhou var en af de mest centrale kommunistiske politikere i landet, antagelig den vigtigste efter Mao selv.
I 1945 blev Li medlem af kommunistpartiet.

### Tidlig karriere
Li tog en teknisk uddannelse ligesom mange partikadre fra hans generation. Han begyndte på naturvidenskabelige studier i Yan'an i 1941. På dette tidspunkt blev han sendt til Moskva, hvor han blev uddannet til bygning af vandkraftværker. Under disse år var han formand for den kinesiske studentorganisation i Sovjetunionen.
Året efter blev Folkerepublikken Kina grundlagt i 1949, og hans adoptivfader Zhou Enlai blev udnævnt til statsminister.
Li formåede at overleve kulturrevolutionen mellem 1966 og 1976.
I 1979 blev Li viceminister for energiindustrien, og i 1981 rykkede han op til ministerposten. Han ledede også den organisation indenfor kommunistpartiet, som beskæftigede sig med energi- og vandforsyningsspørgsmål.
I 1982 blev Li under den tolvte nationalkongress for det kommunistiske parti valgt ind i centralkomiteen. Tre år efter blev han medlem af politbureauet og kom ind i partisekretariatet. Fra 1987 var han fast medlem i politbureauet. Allerede fra 1983 havde han været stedfortrædende statsminister. Endvidere var han fra 1985 minister for Kinas uddannelseskommission.
På denne tid tiltog de politiske problemer knyttet til det voksende antal oppositionelle, høj inflation, landflygtighed og overfyldte skoler. Li måtte vende sin opmærksomhed fra energispørgsmål og mod interne partiforhold og vanskeligheder knyttet til de økonomiske reformer.
Studenter og intellektuelle ønskede hurtigere og mere omfattende reformer, men samtidig frygtede mange ældre partikammerater, at landet ved den raske åbningspolitik ville blive ustabilt, og at derved også de økonomiske ambitioner heller ikke ville blive indfriede.

### Statsminister
Hu Yaobang, en af Deng Xiaoping protegeer, var en af de drivende kræfter bag de økonomiske reformer. Han blev gjort ansvarlig for en række protester og andre uheldige forhold, og måtte i januar 1987 træde tilbage fra sin stilling som kommunistpartiets generalsekretær. Statsminister Zhao Ziyang blev hans efterfølger som generalsekretær, og Li, til da stedfortrædende statsminister og energiminister, blev hans efterfølger som statsminister.
Efter, at Zhao tiltrådte som generalsekretær, foreslog han i maj 1988 at fremme prisreformerne. Men dette førte til mere højlydte protester i befolkningen på grund af den forstærkede inflation, som dette bragte med sig. Modstanderne af reformtempoet krævede en stærkere centralisering af økonomistyringen, og større beskyttelse mod vestlig indflydelse. Dette blev til et intenst diskussionstema indenfor partiet i vinteren 1988/1989.
Da Hu Yaobang døde den 15. april 1989, på et tidspunkt da den økonomiske situation ramte mange borgere stadig hårdere, udbrød der store studenterprotester, som syntes at nyde betydelig støtte i bybefolkningen. Studenterne greb anledningen til at påpege en række misforhold og mente, at de blev forværrede af det for dem alt for langsomme reformtempo. Li, som var meget lydhør over for partiveteranerne, var af den modsatte opfattelse: han mente tværtimod, at reformtempoet var alt for hurtigt, hvilket førte til frustration blandt studenterne.
Eftersom Li stod revolutionsveteranerne nær og ikke mindst sin politiske fader Chen Yun, havde Li en mere konservativ og traditionel tilgang end mange af sin egen aldersgruppe og støttede en stærkere centralplanlægning af økonomien, og dermed en langsommere økonomisk vækst. Selv om Li, ligesom Deng Xiaoping, bekendte sig til gaige kaifang-politikken, mente han, at en mere stabil social og politisk basis var nødvendig for økonomisk vækst og en overgang til markedsøkonomi.

### Den himmelske freds plads (Tiannanmen), og senere
Studenter og andre borgere forsamlede sig på Den Himmelske Freds Plads i Beijing, hvor de sørgede over Hu Yaobang og protesterede over det langsomme reformtempo. Regeringen forsøgte at få kontrol med demonstrationerne, men folkemængden vedblev at vokse. Det kom også efterhånden til skarpere protestytringer, for eksempel mod korruption og krav om respekt for borgerrettighederne som var nedskrevet i forfatningen. Protesterne spredte sig til andre byer, blandt andet til storbyerne Shanghai og Guangzhou. Dette skete på et tidspunkt, da flere kommunistiske regeringer i Europa syntes at vakle. Ledelsen i det kinesiske kommunistiske parti, og ikke mindst Li, frygtede, at deres egen regering kunne bryde sammen på grund af den oprørsflamme, som måske ville udgå fra demonstranterne.
Statsminister Li støttede Deng Xiaopings beslutning om at slå protesterne ned og erklærede undtagelsestilstand i maj, og dette førte hurtigt til massakren på Den himmelske freds plads. Li var også med til at få Zhao Ziyang afsat og arresteret, fordi han ikke havde føjet sig efter Dengs vilje.
Efter Tiananmen-krisen blev Li atter valgt til Politbureauet. Dette var tredje gang, han var blevet valgt ind til dette vigtigste styringsorgan for kommunistpartiet. Med støtte fra konservative kræfter så som Chen Yun prøvede han at tilbagestille enkelte af markedsreformerne og styrke centralplanlægningen. Men mange provinsguvernører modsatte sig dette, og det samme gjorde Deng Xiaoping, som med sin "rejse til syden" i januar 1992 på en måde fik sat de økonomisk traditionelt tænkende partikræfter på plads. Et forslag udarbejdet af Li, som tog sigte på at mindske markedets rolle, mødte så stor modstand, at det måtte opgives.

### Formand for Den Nationale Folkekongres
Li forblev statsminister til 1998. Da trak han sig, fordi forfatningen ikke tillod mere end to embedsperioder. Han blev der efter formand for Den Nationale Folkekongres. Han brugte mange af sine kræfter på at holde øje med det, han betragtede som sit livsværk, De Tre Kløfters Dæmning.
Som mange af sin generations teknisk uddannede kommunistiske politikere, var han stærkt optaget af den voksende industriudvikling og betragtede sig selv som en moderniseringens og handlingens mand.
Han trak sig tilbage fra politik i 2003.